# Zátavy kovu a skla
Zátavy kovu a skla jsou vakuově těsné konstrukční prvky, kterými se zavádějí elektrické vodiče stěnami do různých systémů oddělujících hermeticky vnitřek od okolního prostředí. Sklo v zátavu vytváří hermetickou bariéru a současně působí i jako izolant mezi průchozími elektrickými vodiči a kovovým pouzdrem.

## Historie

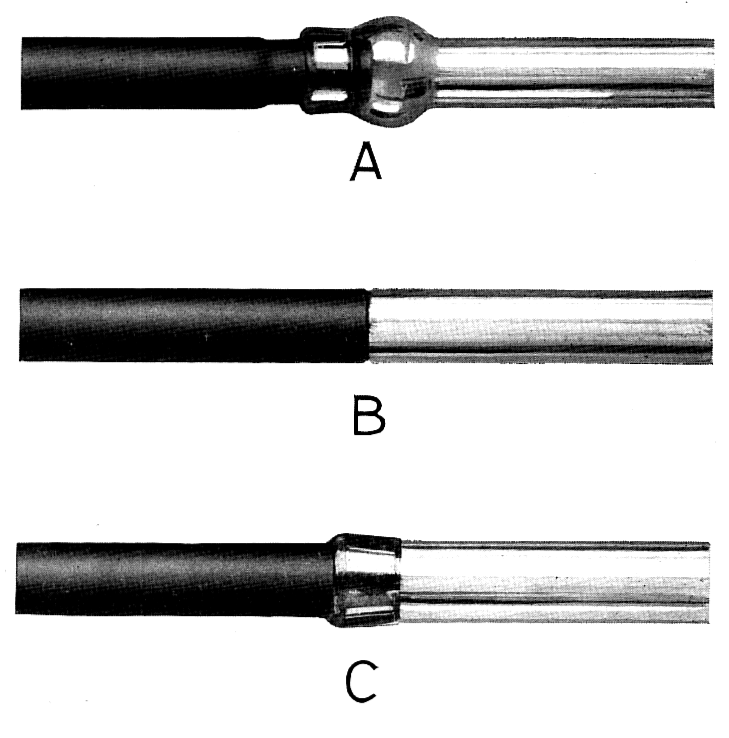
Zátavy kovu a skla pro elektronky. Autor: W. Wilson. Bell System Technical Journal vol. 1, no. 1 (July 1922), p. 10.

Historicky první zátavy kovu a skla byly vyvinuty v polovině 19. století při studiu elektrických výbojů ve zředěných plynech. Jednalo se o zátavy platinového drátu do skleněných výbojových trubic. Tyto práce jsou spojeny zejména se jmény H. Geißlera, J. Plückera a W. Hittorfa. Technologie zátavů kovu a skla se dále vyvíjela tak, jak se původní výbojové trubice postupně transformovaly v nové typy vakuových a elektrotechnických výrobků, mezi něž patří např. rentgenky, žárovky, neonové trubice, elektronky, výbojky, zářivky, vakuové obrazovky. Význam zátavů neklesl ani s příchodem polovodičových prvků. Ty sice vakuové elektronky do značné míry nahradily, ale hermetická pouzdra různých typů polovodičových diod, tranzistorů, integrovaných obvodů i mnoha pasívních elektronických prvků jsou založena právě na zátavech kovu a skla.
S ohledem na kombinaci materiálů se zátavy dělí na přizpůsobené (sklo i kov mají blízké koeficienty teplotní roztažnosti α) a nepřizpůsobené (teplotní roztažnosti kovu a skla se značně liší). Nepřizpůsobené zátavy se dále dělí na zátavy tlakové a na zátavy založené na průtažnosti kovů, např. břitové podle původních patentů Houskeeperových z období po roku 1920.

## Technologie
Jedním z nutných předpokladů vytvoření spolehlivého zátavu kovu a skla je dobrá přilnavost skla ke kovu. Ke smáčení kovového povrchu dochází při poklesu dynamické viskozity skla na hodnoty asi 103 Pa·s až 105 Pa·s obvykle při teplotě kolem 800 °C až 1000 °C u měkkých skel a 900 °C až 1200 °C u skel tvrdých. Určitou roli přitom často hraje oxidová mezivrstva optimální tloušťky na povrchu většiny zátavových kovů. Tyto oxidy se částečně rozpouštějí ve skle a přispívají tím k mechanické pevnosti a k vakuové těsnosti spoje obou materiálů. Vhodnou tloušťku oxidu (řádu jednotek μm) lze odhadovat podle barvy povrchu nebo se měří podle hmotnostního přírůstku kovové součástky po oxidaci. Hmotnostní přírůstek se vztahuje na celkový povrch součástky a udává se v jednotkách mg·cm−2.   
Kvalitu zátavu mohou snižovat bubliny ve skle, které vznikají uvolňováním plynu z kovového materiálu při vysokých teplotách. Kovové součásti, zejména slitiny železa a niklu, se proto před zatavením odplyňují žíháním při teplotách vyšších než je teplota při následném zatavování kovu a skla. Žíhá se často, ne však vždy, ve vodíkové atmosféře. Spektrum kovů, které lze použít v zátavech kovu a skla je poměrně široké a zahrnuje např. platinu, měď, molybden, wolfram, titan, nikl, železo a jeho slitiny s niklem, chromem a kobaltem. Někdy je mimo to výhodné používat plášťové dráty (dumet v anglosaské literatuře, Finkův drát v Německu), které se skládají z jádra (např. slitina FeNi nebo wolfram) a z měděného pláště. Jádro takového vodiče určuje jeho výsledný součinitel teplotní roztažnosti v axiálním směru, zatímco měď na povrchu zaručuje kvalitní spoj se sklem. Plášťový drát je vhodný pro zátavy s měkkými skly a umožnil hromadnou výrobu žárovek.
Pokud zátavy kovu a skla nemají sloužit pro optické účely (jako např. okénka ve stěně vakuové aparatury, olejoznaky kompresorů nebo třeba pouzdra optoelektronických součástek), využívá se při jejich výrobě často technologie spékaného (sintrovaného) skla. Je to běžný postup zejména v případě výroby milionových sérií různých typů patic a průchodek v elektrotechnickém průmyslu. Ke skleněnému prášku s velikostí zrn řádu desetin mm se přidává vhodné pojidlo, které umožní výrobu předlisků v tabletovacích lisech. Předlisky se dále spékají v průběžných pecích při teplotách 700 °C až 800 °C, čímž se získají mechanicky pevné skleněné tablety požadovaných tvarů s otvory pro kovové vodiče budoucího zátavu. K vlastnímu zátavu potom dochází v průběžné peci s redukční atmosférou potom, co se všechny kovové a skleněné polotovary naskládají do speciálně tvarovaných grafitových forem.                      

### Přizpůsobené zátavy

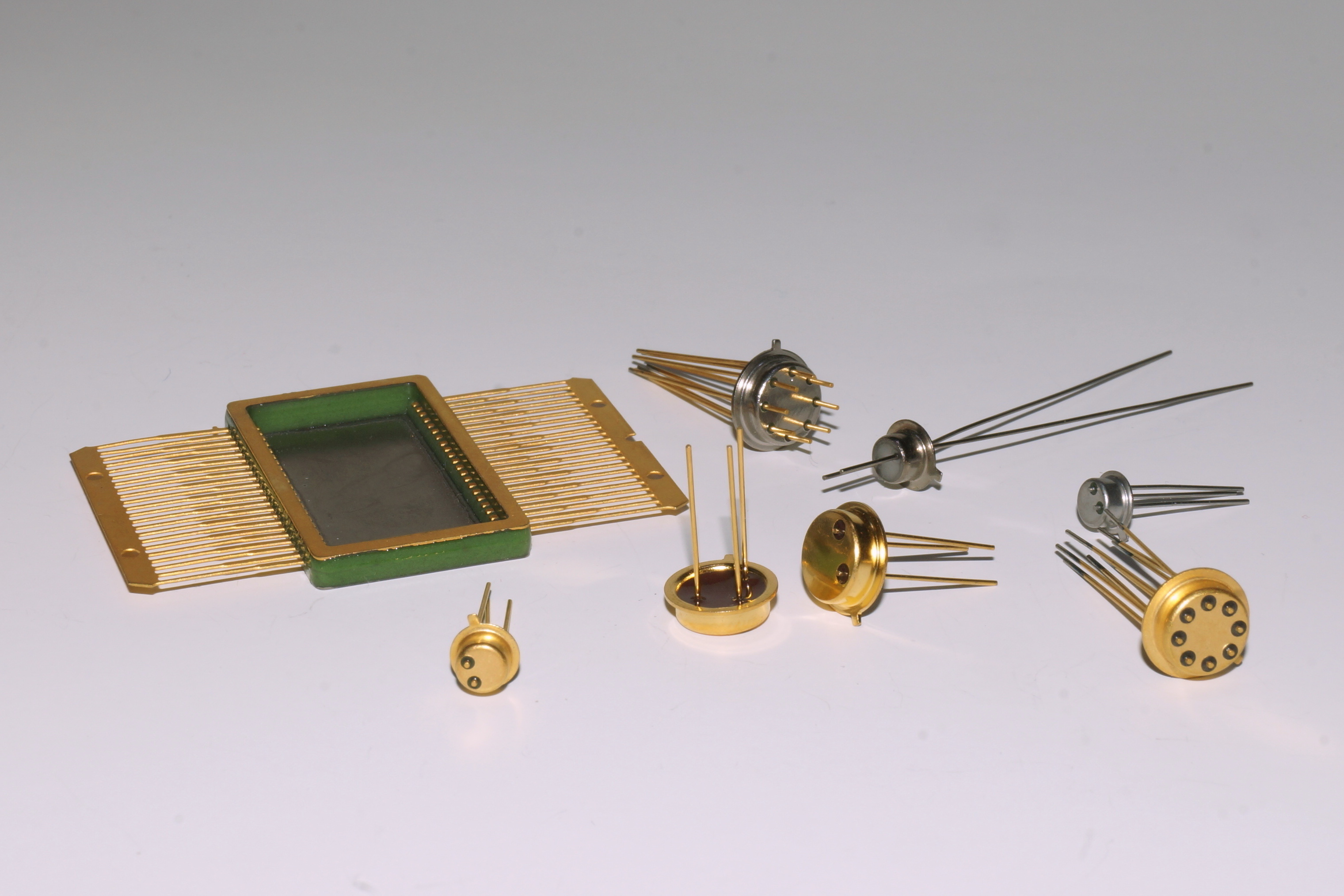
Přizpůsobené zátavy kovu a skla

O přizpůsobených zátavech mluvíme v případě, že součinitelé teplotní délkové roztažnosti α skla a kovu jsou si blízké (vzájemně přizpůsobené) v poměrně širokém rozsahu teplot od teploty pokojové do transformační teploty použitého skla. Typickým příkladem takové dvojice materiálů je slitina FeNiCo známá pod obchodními názvy fernico, sivar, nejčastěji však kovar a příslušné tvrdé borosilikátové sklo, které se nazývá kovarové. Kovar (α ≈ 50×10−7 K−1) byl vyvinut v roce 1930 a umožnil výrobu složitých zátavů do tvrdých skel. Ve srovnání s binárními slitinami FeNi má vyšší Curieovu teplotu blízkou transformační teplotě skel. Během výroby zátavu u něj při ochlazování nedochází k žádným strukturálním změnám a to je jeden z hlavních důvodů, proč je kovar vhodným kovem pro přizpůsobeném zátavy. Vakuově těsné průchodky konstruované jako přizpůsobené zátavy kovu a skla splňují nejrůznější tvarové požadavky. Mechanická odolnost přizpůsobených zátavů je založena na chemické vazbě na rozhraní kov – sklo a je slabší než v případě tlakových zátavů, kde k chemické vazbě přistupuje ještě výrazné radiální tlakové napětí na rozhraní kovu a skla. Nevýhodou přizpůsobených zátavů je vysoká cena kovaru ve srovnání s ocelí používanou v tlakových zátavech.                 

### Zátavy využívající průtažnosti kovu

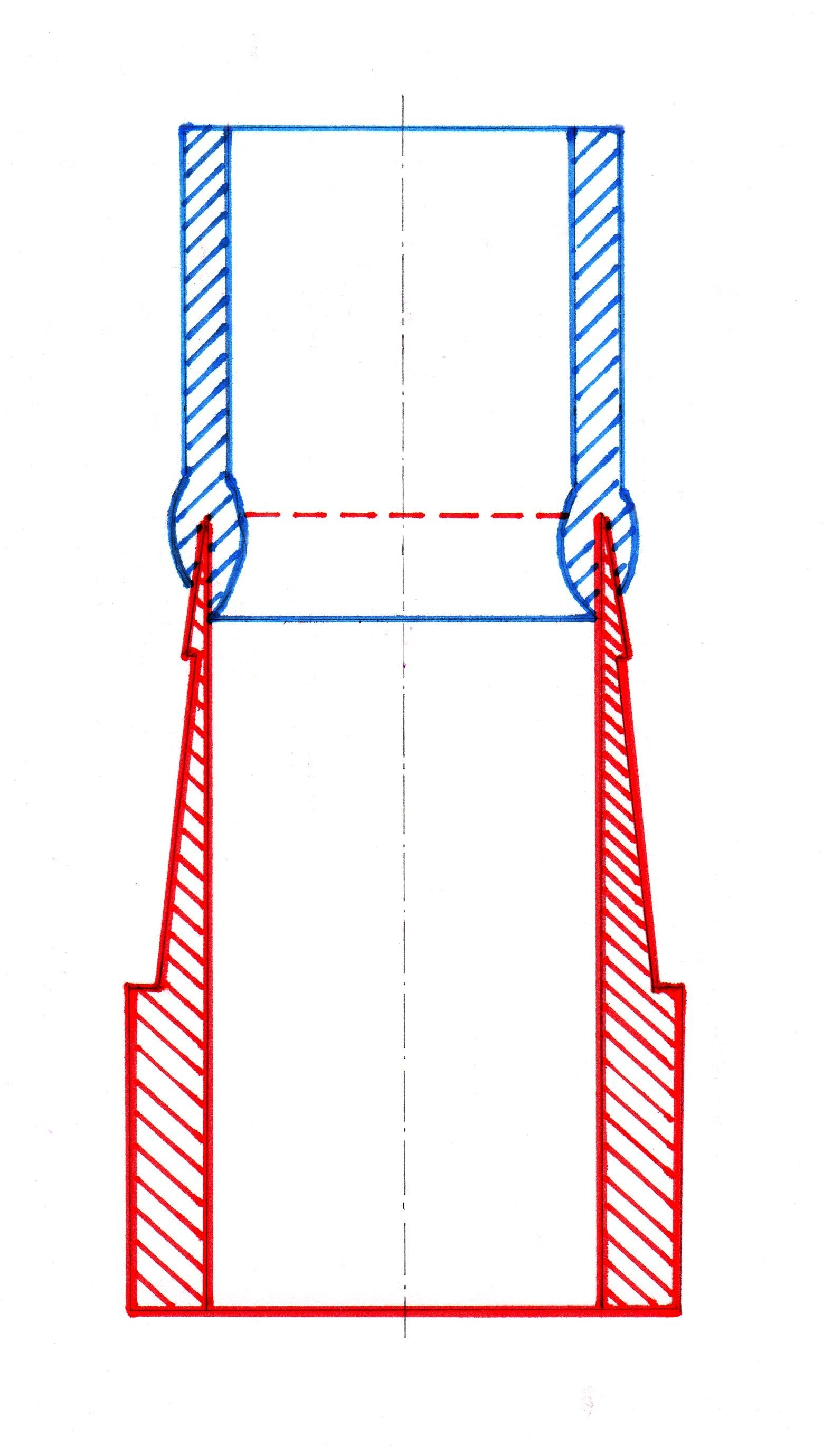
Břitový zátav

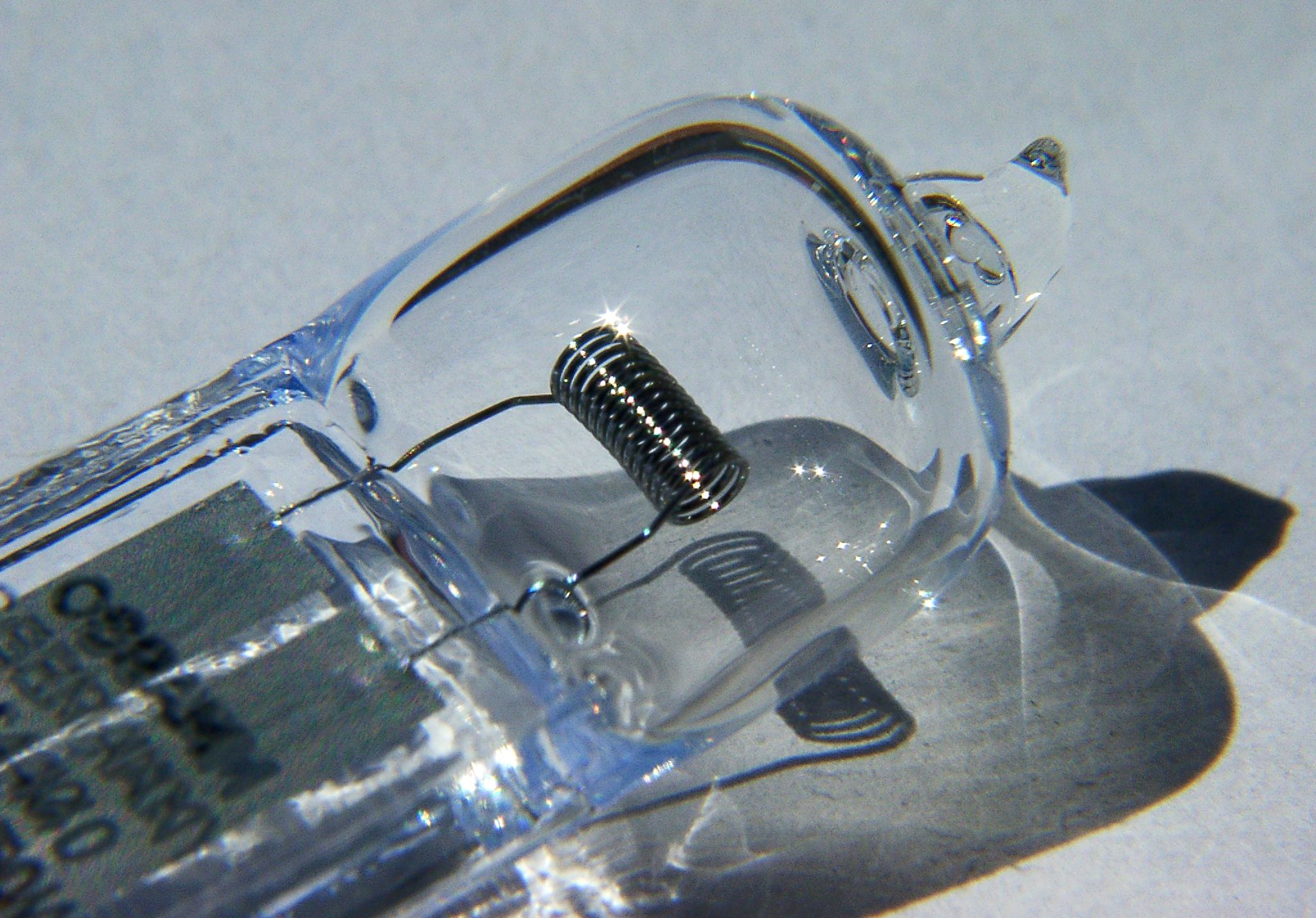
Molybdenové fólie zatavené v patici halogenové žárovky

Kvalitní zátav lze za určitých okolností navrhnout i pro takovou kombinaci materiálů, jejichž koeficienty teplotní roztažnosti se značně liší. Podstatné přitom je, aby dilatační pnutí ve skle nepřekročilo určitou mez (≈ 10 MPa). Toho lze někdy dosáhnout jednak volbou kovu s velkou průtažností a dále zmenšením rozměrů kovové části zátavu. Do tvrdého skla s nízkou teplotní roztažností lze proto zatavit tenké drátky nebo kovové fólie, jejichž roztažnost je mnohem větší. Tak se vyrábějí např. halogenové žárovky s elektrickými přívody ve formě molybdenové fólie (α ≈ 55×10−7 K−1) zatavené do křemenného skla (α ≈ 7×10−7 K−1).
Na podobné myšlence jsou založeny i břitové zátavy využívané např. při spojení měděné trubky (α ≈ 170×10−7 K−1) se sklem, jehož koeficient teplotní roztažnosti α může být třeba o 100×10−7 K−1 nižší. Stěny měděné trubky se na konci zúží do břitu, který se staví se sklem. Takto zeslabená kovová trubka se při ochlazování zátavu deformuje, protože sklo jí „nedovolí“ volné smrštění na původní rozměry při pokojové teplotě. Související dilatační pnutí ve skle však je přijatelné a zátav neohrožuje. 

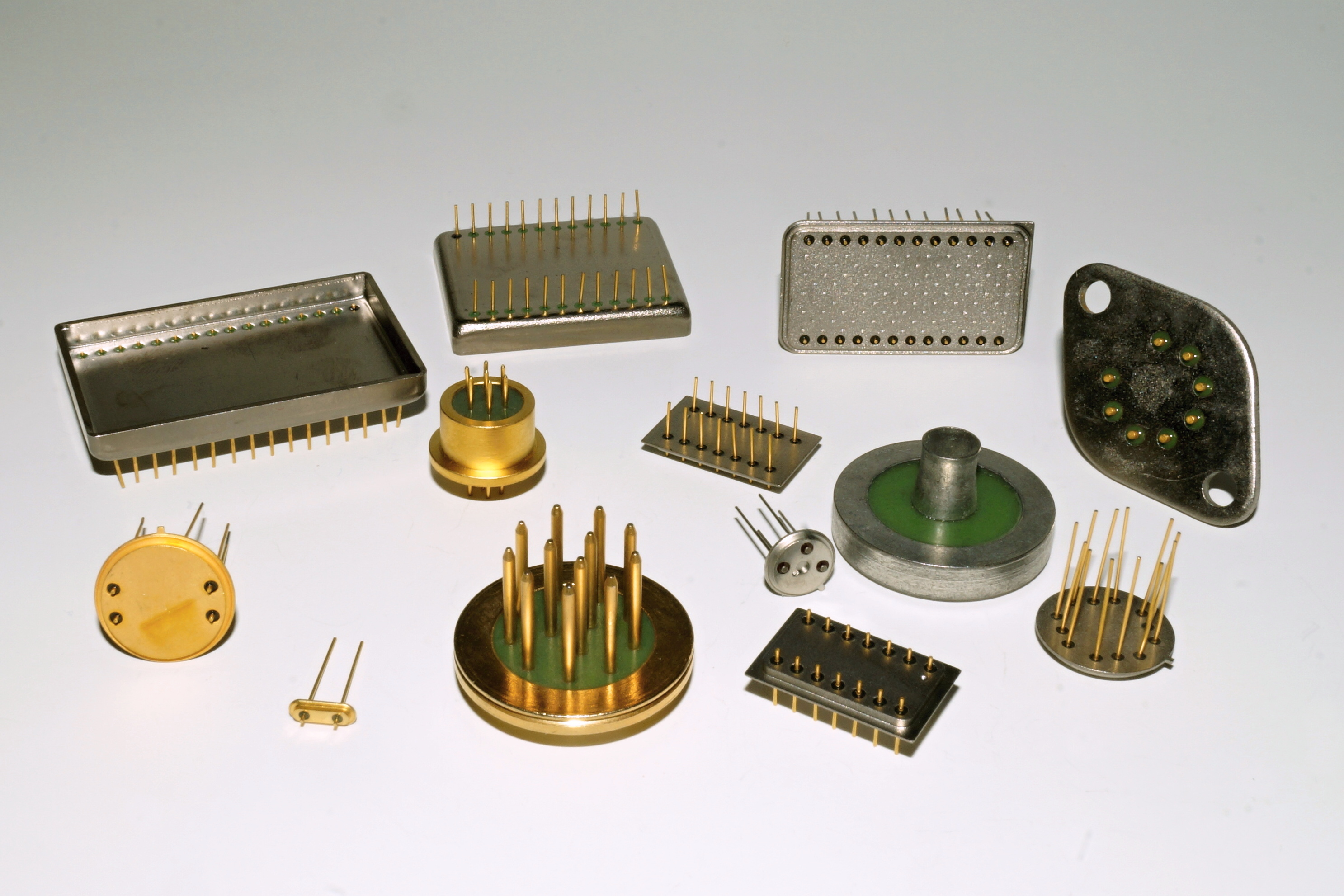
Tlakové zátavy

### Tlakové zátavy

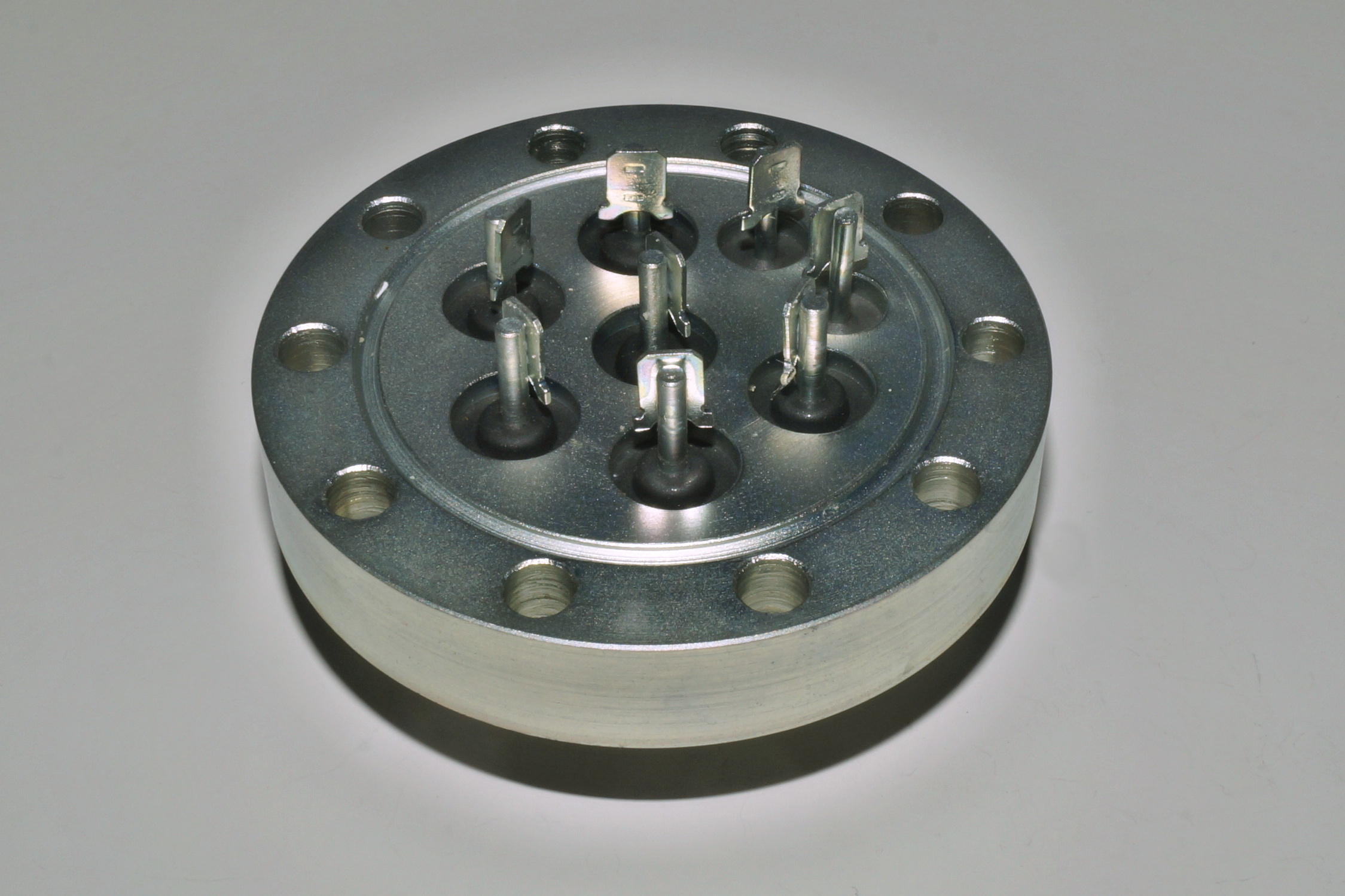
Vícepólová průchodka (tlakový zátav) pro polohermetický kompresor

Pevnosti skel v tahu a v tlaku se navzájem výrazně liší. Pevnost v tahu je asi 10 až 15 x menší než pevnost v tlaku, která se pohybuje kolem 800 MPa, což je hodnota srovnatelná s pevností oceli. Tahová dilatační pnutí ve skle jsou proto nebezpečná, ale vysoké pevnosti skla v tlaku lze s výhodou využít při konstrukci vnitřních zátavů (sklo uvnitř, kov vně), které se nazývají tlakové. Typické tlakové zátavy jsou tedy kombinací vnějšího ocelového kroužku (α ≈ 140×10−7 K−1) s měkkým sklem (α ≈ 80×10−7 K−1). Vnitřní průchodky zatavené do skla mohou být např. ze slitiny FeNi s teplotní roztažností blízkou roztažnosti použitého skla. Vnější ocelové pouzdro musí být dostatečně robustní, aby ve skle vyvolalo silná tlaková předpětí radiální, tangenciální i axiální. Tato napětí ve skle vznikají během výroby zátavu při jeho postupném ochlazování z transformační teploty skla na běžnou pokojovou teplotu. V důsledku toho jsou tlakové zátavy velmi odolné vůči vysokým tlakům a mechanickým či teplotním šokům. Materiálové náklady jsou podstatně nižší ve srovnání s přizpůsobenými zátavy kovarovými.

## Mechanická napětí ve skle

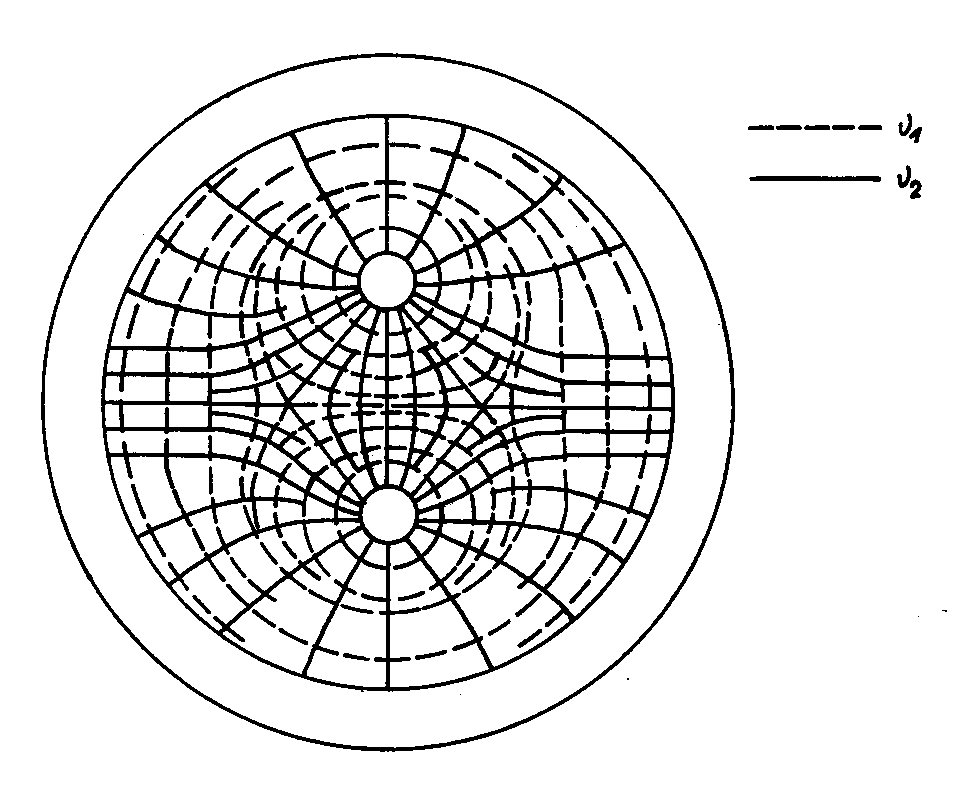
Izostaty v tlakovém zátavu kovu a skla se dvěma zatavenými vodiči

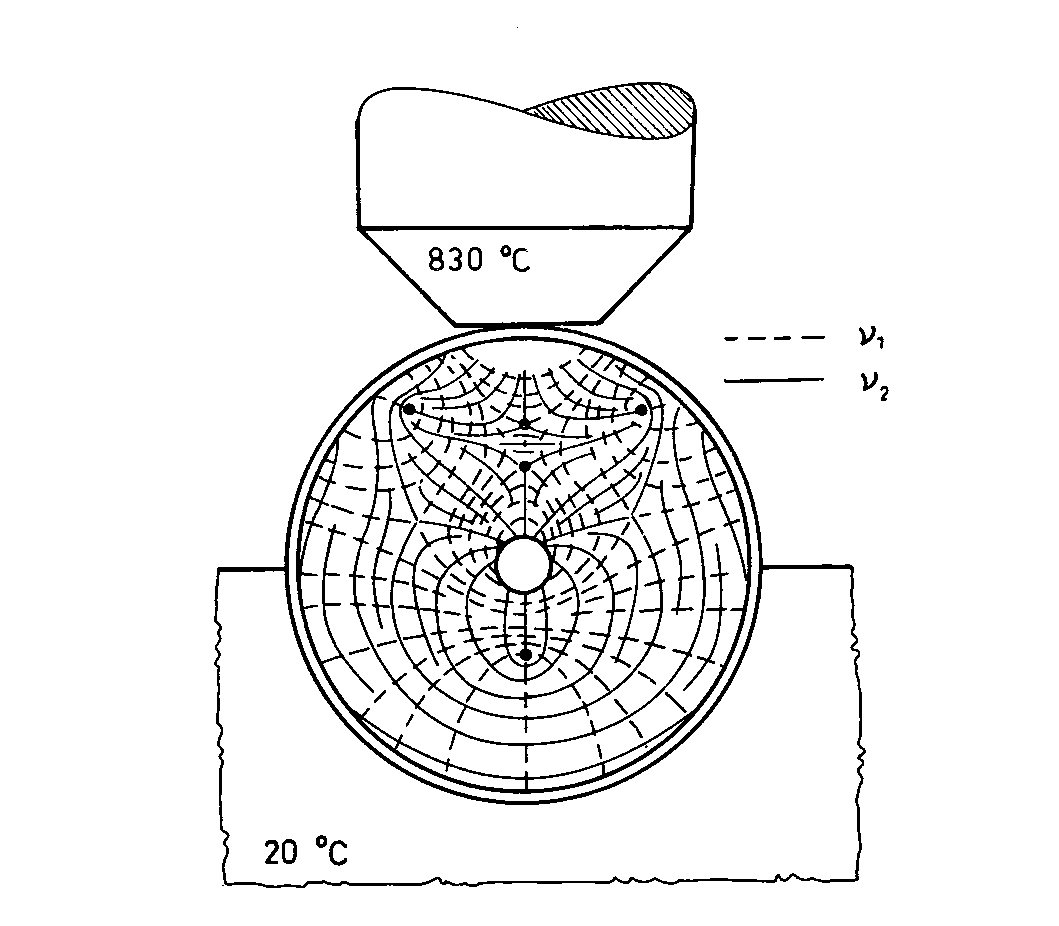
Přizpůsobený zátav kovu a skla s centrálním otvorem: Izostaty vyvolané nerovnoměrným teplotním polem

Pro hodnocení spolehlivosti zátavů kovu a skla je užitečné znát rozložení zbytkových mechanických napětí ve skle. Analytické výpočty takových napětí jsou schůdné s použitím polárních souřadnic pouze pro relativně jednoduché rotačně symetrické zátavy. Rotační symetrie se však ztrácí u zátavů složitějších tvarů a není splněna ani u kruhových zátavů, které obsahují více vodičů než jeden kolík v ose zátavu. Potom přichází v úvahu experimentální výzkum mechanických napětí ve skle založený na fotoelasticimetrii. K tomu v posledních desetiletích přistupuje ještě simulace mechanických napětí metodami konečných prvků (finite-element analysis, FEA). Výkonná výpočetní technika dovoluje modelovat i komplikované soustavy z různých materiálů s různými mechanickými a tepelnými vlastnostmi. Někdy lze výsledky získané fotoelasticimetricky porovnat s výsledky získanými pomocí FEA. Rozumná shoda ve výsledcích obou metod podporuje důvěru v metodu konečných prvků, kterou pak lze použít i tam, kde fotoelasticimetrii z různých důvodů aplikovat nelze.                      

## Těsnost
Těsnost je jedním ze základních požadavků kladených na zátavy kovu a skla a průchodky tohoto typu patří v tomto směru k nejkvalitnějším. Výrobci zaručují těsnost zhruba na úrovni (1×10−10) Pa·m3·s−1. Případné netěsnosti této velikosti lze indikovat za pomoci heliových hledačů netěsností založených na hmotnostní spektrometrii. Netěsnost řádu 10−10 Pa·m3·s−1 lze přepočítat na proud plynu v jednotkách typu [hmotnost/čas]. Např. pro vzduch s molární hmotností 29 g/mol se v tomto případu dostáváme na úroveň pouhých několika setin mg/r, jinými slovy na 1 g vzduchu za 100 000 roků.

## Výrobci a použití

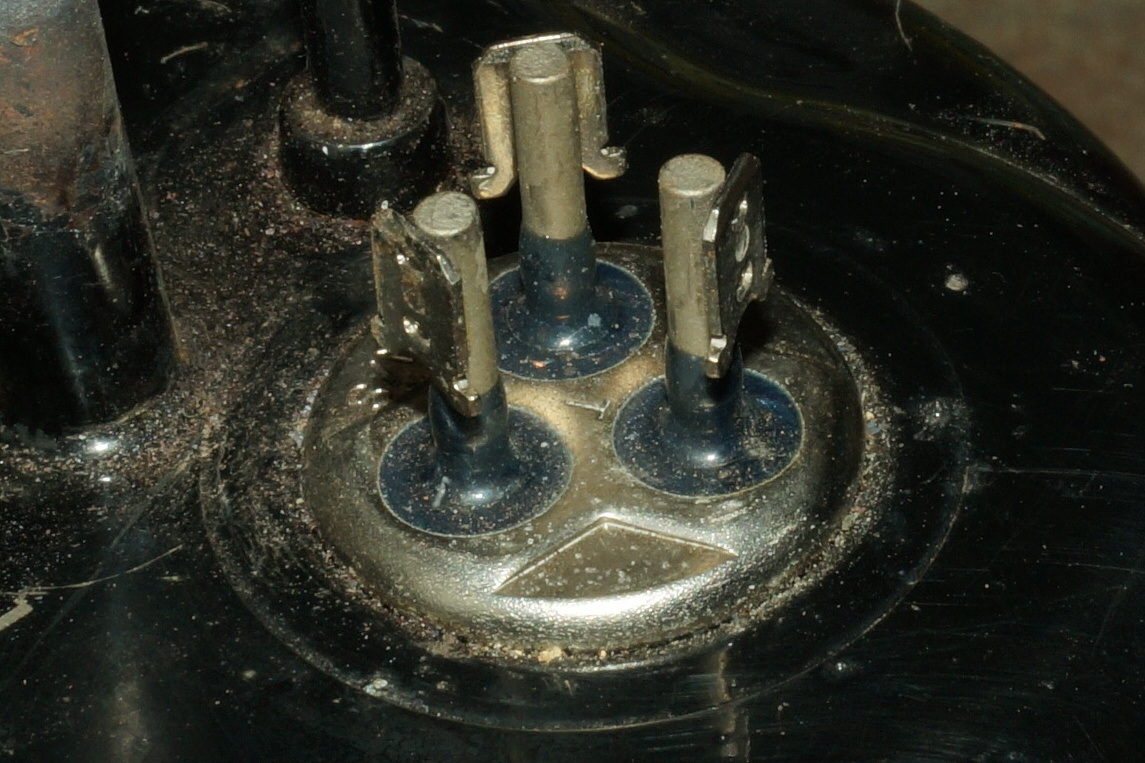
3-pólová elektrická průchodka (tlakový zátav kovu a skla) přivařená ke krytu hermetického kompresoru.

Zátavy kovu a skla se ve velmi širokém sortimentu vyrábějí pro nejrůznější účely prakticky po celém světě. Hromadná výroba různých patic a průchodek se začala rozvíjet zejména po 2. světové válce a neomezuje se dnes jen na technicky nejvyspělejší státy. Bez nároku na úplnost lze mezi výrobci jmenovat např. Ametek, АО «Завод «МАРС», BC-TECH, Elan Technology, Electrovac, Fusite, Glenair, Hositrad, Legacy Technologies, Martec, Moores Glassworks, SGA Technologies, Schott, Sinclair Manufacturing Company, Speciality Seal Group (SSG), Tekna Seal, VAC-TRON, Zhilei Energytech.  
Těžko lze hledat technickou oblast, ve které se žádné hermetické průchodky neuplatňují. Zátavy kovu a skla najdeme v různých přístrojích v letectví, v kosmickém výzkumu, v energetice, uplatňují se v optoelektronice, telekomunikacích, ve výkonové elektrotechnice, v lékařství apod. Zajímavý je výčet možností jejich využití v moderních automobilech. Zatímco firma Electrovac uvádí asi 15 míst, kde bychom mohli hermetické průchodky v automobilu najít, vyjmenovává v analogickém schématu firma Schott přes 20 takových možností. Většinou jde o snímače různých fyzikálních veličin (tlak, teplota, vlhkost, průtok, zrychlení), dále o různé řídicí systémy a také o elektrické roznětky airbagů a bezpečnostních pasů.
V Československu zvládali technologii zátavů kovu a skla v sériové výrobě po roce 1920 postupně všichni výrobci osvětlovací techniky, elektronek, rentgenek a obrazovek. V období po 2. světové válce se jednalo zejména o Teslu Holešovice, Chiranu Modřany, Teslu Rožnov a jejich pobočné závody. Celý sortiment průchodek ze sintrovaného skla se vyráběl v Tesle Lanškroun. Po jejím zániku pokračuje v tradici výroby zátavů kovu a skla závod Electronic Packaging firmy Schott, který byl v Lanškrouně založen v roce 1993. Soustřeďuje se na hermetická pouzdra a průchodky převážně pro automobilový průmysl a optoelektroniku. Kusovou výrobou nestandardních vakuových průchodek se zabývají Aplikační laboratoře mikrotechnologií a nanotechnologií (ALISI) Ústavu přístrojové techniky AV ČR v Brně.